# 長浜一年
長浜 一年（ながはま かずとし、1969年4月29日 - ）は、日本、青森県野辺地町出身の元クロスカントリースキー選手。1990年代に国内外で活躍した。

## プロフィール
専修大学-シークラフトスキークラブ-野辺地スキークラブ

## 主な成績
- 1991年冬季ユニバーシアードパシュート・リレー優勝（二冠）
- 1993年ノルディックスキー世界選手権10kmクラシカル42位、パシュート53位、30kmクラシカル45位、リレー11位
- 1993年冬季ユニバーシアード30km優勝
- 1994年リレハンメルオリンピック30km48位、50km48位、リレー14位
- 1995年全日本スキー選手権10km・パシュート・30km・50km優勝（四冠）
- 1995年ノルディックスキー世界選手権10km42位、パシュート33位、30km35位、リレー13位
- 1996年全日本スキー選手権10km・パシュート優勝（二冠）
- 1997年ノルディックスキー世界選手権30km51位、50km60位、リレー14位
- 1998年長野オリンピック30km42位、50km33位、4×10kmリレー7位